# Балхаш
Балха́ш (Балка́ш; каз. Балқаш) — бессточное полупресноводное озеро в Балхаш-Алакольской котловине на юго-востоке Казахстана, второе по величине непересыхающее солёное озеро (после Каспийского моря) и 14-е в списке крупнейших озёр мира. Озеро разделено узким полуостровом Сарыесик на две части с различными химическими характеристиками воды — в западной части она практически пресная, а в восточной — солоноватая.
Озеро относится к Балхаш-Алакольскому водохозяйственному бассейну и расположено сразу в четырёх областях Казахстана: Алматинской, Жамбылской, Карагандинской и Жетысуской. К северу от озера раскинулся обширный Казахский мелкосопочник, к западу простирается Бетпак-Дала, а к югу располагаются Чу-Илийские горы, пески Таукум и Сарыесик-Атырау.

## Этимология
Гидроним «Балхаш», по одной из версий, происходит от слова balkas татарского, казахского и алтайского языков, которое значит «болотистая местность, покрытая кочками» или «кочки на болоте». В казахском языке «балқыту» значит «плавка металла», «плавить». Этимология от «балқу» подтверждается археологическими данными экспедиции академика А. Маргулана по Прибалхашью как очагу древней металлургии эпохи энеолита и ранней бронзы, а также бореальным (ностратическим) характером глагольной праформы *Blķ (праиндоевропейское *Brķ), означающей «сверкать», «гореть», «жечь», «таять», «растапливаться».
Согласно легенде о происхождении озера, у богатого чародея Балхаша была красавица-дочь Или. Когда пришло время выдавать её замуж, Балхаш объявил, что выдаст свою дочь только за самого богатого, красивого и сильного. Среди прибывших женихов были два сына китайского императора с караванами, гружёнными дорогими товарами, сыновья монгольского хана с табунами лошадей и серебром, а также молодые бухарские купцы с коврами и изделиями из слоновой кости. Однако был среди пожелавших попытать счастье и бедный пастух Каратал, который сразу же понравился невесте.
После состязаний, из которых Каратал вышел победителем, Балхаш с негодованием выгнал его. Однако Или ночью сбежала из родного дома и ускакала с избранником от злого отца. Узнав о побеге дочери, Балхаш наложил заклятие на возлюбленных, и они превратились в две реки, стремительно несущие свои воды с гор. А чтобы реки никогда не соединились, Балхаш упал между ними и стал седым от пенных волн озером.
Также существует версия о происхождении названия от авестийского Ворукаша (Воурукарта) и далее персидского Варкаш, это название упоминается в Авесте.

## История
Первые историко-географические сведения об озере Балхаш появились у китайцев, которые, имея контакты со Средней Азией, раньше других могли познакомиться с этим регионом. Пространство к западу от Великой Китайской стены китайцы называли «Си-Юй» (Западный край) и знали о его существовании ещё в 126 году до н. э. В 607 году были составлены карты 44 государств, существовавших в то время в Средней Азии, однако эти описания не сохранились. С VIII века территория от озера до гор Тянь-Шаня известна как Семиречье (каз. Жетісу, кирг. Жетисуу), где смешивались культуры кочевых (тюрок и монголов) и оседлых народов Средней Азии.
В средние века озеро Балхаш носило наименование Горгуз, названное так по имени огузской крепости Горгуз, располагавшейся на горе к югу от озера.
Александр фон Гумбольдт полагал, что озеро Балхаш было известно китайцам под именем «Си-Хай» (Западное море; это название было перенесено в атлас 1855 года). Название «Балхаш-Нор» (Balas-nur — «озеро Балхаш»), данное озеру джунгарами, отражено на карте Юлиуса Клапрота 1833 года, составленной по съёмкам европейских послов. Тюрки и монголы, обозначавшие белым цветом все географические объекты к западу от своих поселений, назвали его «Ак-Денгиз» («белое море»), а когда границы их государств отодвинулись на запад, то озеро стало «синим» (восточным) — «Кукча-Денгиз». Казахи именовали озеро «Тенгиз» (каз. Теңіз), что значит «море».

### XVII—XIX века
Во второй редакции книги Большому чертежу (1627 год) озеро отсутствует, хотя имеется информация о других внутренних водоёмах, например об Аральском море. В карте под названием «Чертёж земли всей безводной и малопроходимой каменной степи», составленной в 1695 году тобольским картографом Семёном Ремезовым, озеро Балхаш присутствует под названием «море Тенгиз». Озеро было отмечено весьма неточно — с запада из него вытекают Сырдарья и Амударья, а с востока впадает 8 рек. В центре Балхаша обозначен большой гористый остров Коишор. Несмотря на эти несоответствия, авторы проделали огромную работу, составив чертёж со слов старожилов и послов.
В XVIII веке «Тенгиз» появляется на нескольких картах: в изданной в 1716 году карте шведского офицера Ю. Г. Рената (очертания озера были наиболее близки к действительности), а также на «карте России в Великой Татарии», которая была составлена капитаном Филиппом Страленбергом и издана в 1730 году в Стокгольме.
После падения Джунгарского ханства в 1756 году с караванами в Западный Китай стали посылаться геодезисты, и к началу XIX века существовало уже несколько расспросных карт Джунгарии, однако достоверных сведений о Прибалхашье и самом озере не было. В 1834 году астроном В. Ф. Фёдоров определил точное положение озера Балхаш и частично заснял его побережье, а в период с 1837 по 1843 год было совершено несколько экспедиций в район озера, изучены его берега и произведён пробный лов рыбы, который показал отсутствие красной рыбы и незначительность улова, в сравнении с рыбным промыслом на озере Зайсан. Экспедиция 1851—1852 годов изучила глубины озера и возможность судоходства на нём. Во времена китайской династии Цин (1644—1911 гг.) озеро являлось северо-западной границей китайского государства, но в 1864 году в соответствии с русско-китайским соглашением Балхаш и прилегающие к нему территории отошли к Российской империи. В 1850—1860 годах впадину Балхаша и бассейн реки Или исследовал казахский учёный Ч. Ч. Валиханов, который указал на сходство происхождения и исторического формирования впадин Балхаша и Алаколя.

### XX век
Большой вклад в исследование озера Балхаш внёс русский географ Лев Семёнович Берг. В 1900—1906 годах Туркестанский отдел Русского географического общества поручил ему произвести географо-гидрологическое изучение Аральского моря. В ходе этой экспедиции в 1903—1904 годах им, в числе прочего, была произведена инструментальная съёмка берегов Балхаша, района нижнего течения Или и прилегающих к озеру областей. Кроме того, Берг исследовал само озеро и его возможные связи с Аральским морем и доказал, что Балхаш лежит за пределами Арало-Каспийского бассейна и что они не соединялись в геологическом прошлом. Когда Лев Семёнович Берг изучал озеро Балхаш, он пришёл к выводу, что оно не усыхает и вода в нём пресная. Исследователь утверждал, что «Балхаш некогда совершенно высох, а в дальнейшем опять наполнился водой, с тех пор он ещё не успел осолониться». Из этих результатов и из бедности фауны озера был сделан вывод о молодости водоёма.
Подробную физико-географическую характеристику бассейна озера Балхаш выполнил в 1910 году Б. Ф. Мефферт. Он изучил речные системы Мойынты, Жамшы и Токрау, расположенные в северном Прибалхашье, и отнёс почвенный покров к лёссовидному типу. Мефферт считал, что Северное Прибалхашье по своему геологическому строению относится к древнему палеозою. Кроме того, он высказал мысль, что, когда уровень воды в Балхаше был на 30 метров выше современного, озеро соединялось с расположенными восточнее озёрами Сасыкколь, Алаколь и Эби-Нур.
В советское время исследования озёр Средней Азии проводил Государственный гидрологический институт. Особое внимание уделялось физико-химическому направлению исследований минеральных озёр для нужд соляной и химической промышленности, а также бальнеологии.

## Происхождение озера
Балхаш лежит в наиболее глубокой части обширной Балхаш-Алакольской котловины, которая образовалась в результате пологого прогиба Туранской плиты в неоген-четвертичное время и впоследствии заполнилась песчаными речными отложениями. Котловина входит в систему разломов Джунгарского Алатау, в которых также расположены озёра Сасыкколь, Алаколь и Эби-Нур (за Джунгарскими воротами). Эти озёра являются остатками древнего Ханхайского моря, некогда занимавшего всю Балхаш-Алакольскую впадину, но не соединявшегося с Арало-Каспийским бассейном.

## Рельеф
Площадь озера Балхаш составляет примерно 16,4 тыс. км² (2000 год), что делает его самым крупным из озёр, целиком расположенных на территории Казахстана. Балхаш лежит на высоте примерно 340 м над уровнем моря и имеет форму полумесяца. Его длина составляет примерно 600 км, ширина изменяется от 9—19 км в восточной части до 74 км в западной. Длина береговой линии составляет 2385 км. Полуостров Сарыесик, расположенный примерно посередине озера, гидрографически делит его на две сильно отличающиеся части. Западная часть относительно мелководная и почти пресная, а восточная имеет бо́льшую глубину и солёную воду. Через формируемый полуостровом пролив Узынарал (каз. Ұзынарал — «длинный остров») шириной 3,5 км вода из западной части пополняет восточную. Глубина пролива составляет около 6 м.
|  | Цифрами обозначены крупнейшие полуострова, острова и заливы: 1. Полуостров Сарыесик, разделяющий озеро на две части, и пролив Узынарал 2. Полуостров Байгабыл 3. Полуостров Балай 4. Полуостров Шаукар 5. Полуостров Кентубек 6. Острова Басарал и Ортаарал 7. Остров Тасарал 8. Залив Шемпек 9. Залив Сарышаган |

Котловина озера состоит из нескольких маленьких впадин. В западной части Балхаша имеются две впадины глубиной до 7—11 м — одна из них протянулась с западного побережья от острова Тасарал до мыса Коржынтубек, вторая тянется на юге от залива Бертыс, который является самым глубоким местом западного Балхаша. Глубина впадины восточного Балхаша достигает 16 м, наибольшая глубина всей восточной части — 27 м. Средняя глубина всего озера составляет 5,8 м, общий объём воды — около 112 км³.
Западные и северные берега Балхаша высокие (20—30 м) и скалистые, сложены палеозойскими породами (порфиры, туфы, граниты, сланцы, известняки) и имеют следы древних террас. Здесь лежит Балхашский рудный район. Южные берега от залива Карашаган до дельты реки Или низкие (1—2 м) и песчаные, периодически затапливаются в высокую воду (из-за чего испещрены многочисленными мелкими озёрами), местами встречаются прибрежные холмы высотой 5—10 м. Береговая линия очень извилиста и расчленена многочисленными заливами и бухтами. Крупные заливы западной части: Сарышаган, Кашкантениз, Каракамыс, Шемпек (южная конечность озера), Балакашкан и Ахметсу. В восточной части выделяют заливы Гузколь, Балыктыколь, Кукун и Карашиган, там же расположены полуострова Байгабыл, Балай, Шаукар, Кентубек и Коржынтубек.

### Острова
Больших островов на озере мало, Басарал и Тасарал (наиболее крупные), а также Ортаарал, Аякарал и Олжабекарал расположены в западной части озера. В восточной части находятся острова Озынарал, Ултаракты и Коржын, а также остров Алгазы. Всего на озере насчитывается 43 острова общей площадью 66 км², однако со снижением уровня воды образуются новые острова, а площадь уже существующих увеличивается.
Всего 43 острова.
Западная часть (с юго-запада на северо-восток)
1. Бабушкина, Бастыкбек
2. Лесной, Талдыарал, Киши Талдыарал
3. Кокумбайарал, о-ва Кокомбай (ж), Киши-карал
4. Олжабекарал, Острава Тогуртас
5. Острова Басарал, Ортаарал и Аякарал
6. Тайсойган
7. Острова Мынарал
8. Аузарал, Атарал, Тахтаарал
9. Остров Тасарал[каз.]
10. Зелёный[каз.]
11. Гусинное

Восточная часть (с запада на восток)
1. Узынарал
2. Багыршык
3. Ултаракты, Коржын (А)
4. Кушиган (А)
5. Алгазы[каз.]
6. Острова Шайтанарал
7. Сарындогал
8. Шайтанарал
9. Вульф
10. Остров Тасарал
11. Кашкынтобе[каз.]
12. Байкадамарал
13. Бестобе (А)
14. Бозарал (А)
15. Живгу (А)

### Заливы и бухты
1. Акжайдак[каз.]

Западная часть
1. Залив Айрык
2. Залив Шемпек
3. Залив Сарышаган
4. Аккирме[каз.]
5. Кашкантениз
6. Каракамыс[каз.]
7. Бертыс
8. Балакашкан
9. Ахметсу
10. Аккирме
11. Жетиарал
12. Балакашкан
13. Семизколь

Восточная часть
1. Акжайдак
2. Асабайколь
3. Майкамыс
4. Сарымсакты
5. Гузколь
6. Балыктыколь[каз.]
7. Актас
8. Кукун, (Кукан?)
9. Кумарыл
10. Карашиган
11. Караколь
12. Шомишколь
13. Тузколь
14. Борлы

### Полуострова
1. Сарыесик, разделяющий озеро на две части, и пролив Узынарал Сарыесик[каз.], другое название Узынарал[каз.]

Западная часть
1. Киши-Актубек
2. Улькен-Актобе
3. Караагаш[каз.]
4. Тайсойган
5. Коржынтубек
6. Кумжота
7. Шубартубек
8. Аққұм құмды түбек[каз.]
9. Бертис[каз.]
10. Қараағаш түбегі[каз.]

Восточная часть
1. Балайтубек (Балай[каз.]?)
2. Узынтубек
3. Жылтын
4. Жетимтубек
5. Шаукар[каз.]
6. Байгабыл
7. Кентубек[каз.]
8. Коржынтобе
9. Көктөбе (түбек)[каз.]

### Проливы
1. Шомишколь[каз.]
2. Узынарал

## Питание озера и уровень воды
Балхаш-Алакольский бассейн имеет площадь 512 тыс. км², а его суммарный поверхностный сток в средний по водности год составляет 27,76 км³, включая 11,5 км³, поступающие с территории КНР. Площадь водосборного бассейна только озера Балхаш составляет около 413 тыс. км², причём 15 % его территории лежит на северо-западе Синьцзян-Уйгурского автономного района Китая, и небольшая часть — в Кыргызстане. Из суммарного стока Балхаш-Алакольского бассейна 86 % приходится на озеро Балхаш, сток реки Или составляет до 12,3 км³/год (по данным БСЭ — около 23 км³ в год). Или, впадающая в западную часть озера, даёт 73—80 % всего притока воды в озеро. Река начинается в горах Тянь-Шаня и питается, в основном, ледниками, что обуславливает дневные и сезонные колебания уровня воды — период таяния горных ледников приходится на июнь — июль. При впадении в озеро Или образует дельту площадью 8 тыс. км² со множеством проток (Кур-Ли, Ак-Узек, Джиде и другие). Дельта Или играет роль природного регулятора, отдавая в засушливые годы часть накопленной воды озеру. Выше по течению реки, недалеко от посёлка Баканас, от Или справа отходит сухое русло Баканас — один из древних рукавов Или, впадавший в озеро восточнее полуострова Сарыесик.
В восточную часть озера впадают реки Каратал, Аксу, Лепсы, кроме того, озеро подпитывается грунтовыми водами. Берущая начало на склонах Джунгарского Алатау река Каратал является вторым по значимости притоком озера Балхаш. Воды реки Аягуз, питавшие восточную часть озера до 1950-х годов, в настоящее время практически не достигают его. В прошлом в обильные осадками годы в северную часть озера впадали также реки Мойынты, Жамшы, Токрау и Баканас, берущие начало в Казахском мелкосопочнике. Все они имеют преимущественно снеговое питание, а потому мелеют и пересыхают уже в мае. Годовая разница в притоках западной и восточной частей озера составляет 1,15 км³.
Объём стока в бассейн озера в 2000 году составил 22,51 км³, из них:
- приток поверхностных вод — 18,51 км³,
- подземных — 0,9 км³,
- через осадки и лёд — 3,1 км³.

Расходы за год составили 24,58 км³:
- на испарение — 16,13 км³,
- в дельте реки Или — 4,22 км³,
- льдообразование — 0,749 км³,
- жилищно-коммунальное хозяйство — 243,97 млн м³,
- промышленность — 219,14 млн м³,
- сельское хозяйство — 3238,67 млн м³,
- рыбное хозяйство — 26,9 млн м³.

Площадь и объём озера сильно изменяются в соответствии с долгосрочными колебаниями и краткосрочными флуктуациями уровня воды. Долговременные колебания имеют амплитуду 12—14 м, минимальные значения пришлись на период с V по X век, а максимум уровня воды наблюдался с XIII по XVII век. В начале XX века и в период с 1958 по 1969 год площадь озера увеличивалась до 18—19 тысяч км², а во время засух, например, в конце XIX века, а также в 1930-х и 1940-х годах, озеро сжималось до 15,5—16,3 тысяч км². Амплитуда колебаний уровня воды в озере при этом составляла около 3 м. В 1946 году площадь поверхности озера составляла 15 730 км², а объём — 82,7 км³. На начало 2000-х годов озеро находилось в стадии уменьшения из-за отвода впадающих в него рек в хозяйственных целях. Так, на реке Или в 1970 году была построена плотина Капчагайской ГЭС, образовавшая Капчагайское водохранилище. При заполнении этого резервуара водный баланс Балхаша был нарушен, что вызвало ухудшение качества воды, особенно в восточной части озера. С 1970 по 1987 год уровень воды снизился на 2,2 м, а объём — на 30 км³. Проведённые исследования показали, что если бы естественный режим питания сохранился, то с 1975 по 1986 год наступила бы фаза сокращения озера, то есть антропогенные и природные факторы воздействовали на экосистему озера в одном направлении. Предлагались варианты решения проблемы увеличения засоленности западной части, основывавшиеся на разделении озера плотиной, однако реализация подобных планов была невозможной из-за экономической ситуации в стране.
Минимум уровня воды в озере (340,65 метра над уровнем моря) был зафиксирован в 1987 году после окончания заполнения Капчагайского водохранилища, а в январе 2005 года наблюдалось повышение уровня до 342,5 метра, которое некоторые специалисты связали с большим количеством осадков, выпавших за последние годы.

### Состав воды
Озеро Балхаш относят к полупресноводным озёрам — химический состав воды зависит от гидрографических особенностей водоёма. Вода западной части озера почти пресная (минерализация составляет 0,74 г/л) и более мутная (прозрачность — 1 м), используется для питьевого и промышленного снабжения. Восточная часть имеет бо́льшую солёность (от 3,5 до 6 г/л) и прозрачность (5,5 м). Общая средняя минерализация по Балхашу — 2,94 г/л. Многолетний (1931—1970) средний осадок солей в Балхаше составляет 7,53 млн т, запасы растворённой соли в озере — около 312 млн т. Вода в западной части имеет желтовато-серый оттенок, а в восточной цвет меняется от голубоватого до изумрудно-голубого, что заметно на спутниковых снимках.

## Климат
Климат в районе озера является пустынным. Средняя максимальная температура июля составляет около 30 °C, января — около −9 °C. Осадков в среднем выпадает 131 мм в год. Относительная влажность воздуха составляет 55 — 60 %.
Средняя годовая скорость ветра около 4,5 — 4,8 м/с, причём в западной части озера преобладают северные ветры, а в восточной части — северо-восточные. Ветер вызывает на озере сильное волнение (высота волны может достигать 2-3,5 м), в западной части наблюдается постоянное круговое течение, направленное по часовой стрелке.
Число солнечных дней составляет 110—130 в год, энергетическая освещённость — 15,9 МДж на м² в день. Балхаш принадлежит к числу тёплых, хорошо прогреваемых озёр. Температура воды на поверхности озера изменяется от 0 °C в декабре до 28 °C в июле. Среднегодовая температура западной части озера составляет 10 °C, восточной — 9 °C. Озеро ежегодно замерзает, и лёд обычно держится с ноября до начала апреля, причём сход оледенения с восточной части происходит с задержкой на 10—15 дней.
| Глубина                                       | Янв | Фев  | Март | Апр | Май  | Июнь | Июль | Авг  | Сент | Окт  | Ноя | Дек |
| --------------------------------------------- | --- | ---- | ---- | --- | ---- | ---- | ---- | ---- | ---- | ---- | --- | --- |
| Восточная часть озера                         |     |      |      |     |      |      |      |      |      |      |     |     |
| 0                                             | —   | −0.2 | 0.2  | —   | 13.9 | 19.0 | 23.4 | 23.2 | 17.2 | 11.4 | —   | —   |
| 10                                            | —   | 1    | —    | —   | 10.8 | 16.7 | 21.7 | 22.8 | —    | —    | —   | —   |
| 20 (около дна)                                | —   | 1.7  | 1.9  | —   | 8.9  | 13.7 | 14.6 | 19.7 | 17.1 | 11.5 | —   | —   |
| Западная часть озера (рядом с городом Балхаш) |     |      |      |     |      |      |      |      |      |      |     |     |
| 0                                             | —   | 0.0  | 0.8  | 6.7 | 13.3 | 20.5 | 24.7 | 22.7 | 16.6 | 7.8  | 2.0 | —   |
| 3 (около дна)                                 | —   | 0.3  | 2.2  | 6.5 | 13.1 | 19.6 | 24.1 | 22.6 | 16.5 | 7.4  | 2.0 | —   |

## Животный и растительный мир
На берегах озера произрастает туранга (в составе тугайных лесов) и ива, из злакоцветных — тростник обыкновенный (Phragmites australis), рогоз южный (Typha angustata) и несколько видов камыша — приморский (Schoenoplectus littoralis), озёрный (S. lacustris) и эндемичный вид камыш казахстанский (Scirpus kasachstanicus). Под водой произрастают два вида урути — колосистая (Myriophyllum spicatum) и мутовчатая (M. verticillatum), несколько видов рдеста: блестящий (Potamogeton lucens), пронзеннолистный (P. perfoliatus), курчавый (P. crispus), гребенчатый (P. pectinatus) и крупноплодный (P. macrocarpus); встречаются пузырчатка обыкновенная (Utricularia vulgaris), роголистник темно-зелёный (Ceratophyllum demersum), а также два вида наяды (морская и малая). Фитопланктон, концентрация которого в 1985 году составляла 1,127 г/л, представлен многочисленными видами водорослей.
Фауна озера была довольно богата, но начиная с 1970-х годов биоразнообразие начало снижаться из-за ухудшения качества воды. До того времени бентос представлен моллюсками, личинками ракообразных, водных насекомых. Также представлены комары-звонцы и малощетинковые черви. Зоопланктон (концентрация 1,87 г/л, 1985) также был достаточно обильный, особенно в западной части. В озере водилось около 20 видов рыб, из которых 6 являлись родными — илийская (Schizothorax pseudoksaiensis) и балхашская (S. argentatus) маринки, балхашский окунь (Perca schrenkii), пятнистый (Nemachilus strauchi) и одноцветный губач (N. labiatus) и балхашский гольян (Phoxinus poljakowi), а остальные — интродуцированными: сазан, шип, восточный лещ (Abramis brama orientalis), аральский усач (Barbus brachycephalus), сибирский елец, карп, линь, судак, сом, осман, серебряный карась и другие. Основными промысловыми рыбами являлись сазан, судак, жерех и лещ.
Камыш, обильно росший на южном берегу озера, особенно в районе дельты Или, служил отличным прибежищем для птиц и животных. Изменение гидрологического режима ниже Капчагайского водохранилища привело к деградации дельты Или — с 1970 года её площадь уменьшилась с 3046 км² до 1876 км², в результате чего сократились водно-болотные угодья и тугайные леса — места обитания птиц и зверей. Освоение земель, применение пестицидов, перевыпас скота и вырубки камыша также повлияли на биоразнообразие бассейна. Из 342 видов позвоночных 22 занесены в Красную книгу Казахстана. В лесах дельты до середины XX века водился туранский тигр, который питался обитавшими там кабанами. В низовьях Или в 1940-х годах усилиями А. А. Слудского была акклиматизирована завезённая из Канады ондатра. Богатые крахмалом корневища рогоза стали для неё хорошим кормом, однако за последние годы в связи с постоянными зимними паводками, которые возникают в результате сбросов из Капчагая, и вырубкой камыша места обитания ондатры разрушены и полностью прекращён её промысел, доходивший ранее до 1 млн зверьков в год.
Балхаш относится к ареалу больших бакланов, чирков, фазанов, беркутов и белых цапель. Из 120 видов птиц в Красную книгу попали 12, в том числе розовый и кудрявый пеликаны, колпица, лебедь-кликун и орлан-белохвост.

## Города и экономика
На 2005 год в бассейне Балхаша проживало 3,3 млн человек, в том числе жители Алма-Аты — крупнейшего города Казахстана. Самый большой населённый пункт на берегу озера — город Балхаш с 80 тыс. жителей. Город расположен на северном берегу озера, его градообразующим предприятием является Балхашский горно-металлургический комбинат. Крупное месторождение меди, открытое в 1928—1930 гг., разрабатывается в посёлках к северу от озера, таких как Конырат и Саяк. Вдоль западного берега озера проходит участок автомагистрали М36 от Бишкека до Караганды, на которой расположены населённые пункты Гульшат, Балхаш-9, Сарышаган и Приозёрск. В южной части западного берега расположены посёлки Улькен, Мынарал и Шыганак.
На западном берегу озера в районе города Приозёрска расположено довольно много военных объектов, построенных в советское время. В военном городке Балхаш-9 располагаются радиолокационные станции системы предупреждения о ракетном нападении «Дарьял-У», «Днепр» и «Днестр». К западу от посёлка Сарышаган располагается полигон противоракетной обороны, а немного южнее, у залива Кашкантениз, находился полигон испытания лазерного оружия Терра-3.
Южный берег озера практически не заселён. В устье Или расположено село Куйган, а в устье Каратала — село Копбирлик. Около восточной конечности озера проходит участок Туркестано-Сибирской магистрали между Аягузом и Талдыкорганом. На пересечении железной дороги и реки Лепсы располагается одноимённый посёлок.

### Рыболовство
Несмотря на сравнительную бедность фауны, экономическая важность озера Балхаш основывается на рыболовецком промысле и разведении рыбы, которое началось в 1930-х годах. В 1952 году годовой улов составлял 20 тыс. тонн, в 1960-х годах добывалось до 30 тыс. тонн рыбы в год, в том числе до 70 % ценных пород. Однако уже в 1990-х годах добыча упала до 6,6 тыс. тонн в год, ценных пород из них — лишь 49 процентов. Снижение темпов рыболовства объясняется отсутствием в настоящее время программ по воспроизводству рыбных ресурсов и их видовому составу, а также широким распространением браконьерства.

### Энергетические проекты
В 1970 году на реке Или была построена Капчагайская ГЭС мощностью 364 МВт, позволившая использовать гидроэнергетический потенциал реки, а также брать воду из образовавшегося Капчагайского водохранилища на орошение. Водные ресурсы Или интенсивно используются ещё в верхнем течении (на территории СУАР) для выращивания хлопка, под которое отведено 40 % пахотных земель региона. В настоящее время существует проект создания дополнительной контр-регуляторной плотины на Или в 23 км ниже по течению от Капшагая. Кербулакская ГЭС мощностью 49,5 МВт поможет частично решить проблемы обеспечения электроэнергией южной части Казахстана и будет служить буфером для ежедневных и еженедельных колебаний уровня водотока реки Или.
Решить проблему энергоснабжения юго-восточной части Казахстана пытались ещё во времена СССР: был разработан план строительства электростанции на берегу озера Балхаш. В 1979 году была выбрана площадка для строительства Южно-Казахстанской ГРЭС и основан посёлок Улькен, однако через некоторое время работы были законсервированы. В 1997 году по предложению В. С. Школьника было решено использовать площадку для строительства АЭС, но протесты экологов и жителей страны вновь заставили пересмотреть планы, и в конце 2008 года правительство приняло решение о постройке Балхашской ТЭС.

### Судоходство
По озеру Балхаш, нижнему течению реки Или и Капчагайскому водохранилищу (пристань Борохудзир города Конаев) осуществляется регулярное судоходство. Главные пристани: Бурылбайтал, Бурлитобе. Флот используется в основном для ловли и перевозки рыбы, а также транспортировки минерально-строительных грузов и продукции животноводства и сельского хозяйства. Суммарная протяжённость водных путей составляет 978 км, продолжительность навигации — 210 суток. На озере Балхаш, как и в других бассейнах, из-за недостатка финансирования в настоящее время сведены до минимума землечерпательные и дноуглубительные работы, что не позволяет на большинстве участков использовать крупнотоннажный флот.
Судоходство на озере Балхаш было организовано в 1931 году — в город Балхаш были привезены два парохода и три баржи. На 1996 год по озеру перевозилось до 120 тыс. тонн минерально-строительных грузов, 45 тыс. тонн рыбной продукции, 20 тыс. тонн бахчевых культур и 3,5 тыс. человек пассажиров, но к 2004 году объёмы сократились до 1 тыс. человек пассажиров и 43 тыс. тонн рыбной продукции. На 2004 год всего в Или-Балхашском бассейне эксплуатировалось 87 судов, среди них 7 пассажирских, 14 грузовых барж и 15 буксиров.
Предполагается, что к 2012 году объём перевозимых стройматериалов в Или-Балхашском бассейне достигнет 233 тыс. тонн, продукции животноводства и сельского хозяйства — не менее 550 тыс. тонн, а рыбной продукции — не менее 53 тыс. тонн. Также ожидается, что развитие экологического туризма вызовет рост пассажирских перевозок по озеру Балхаш, объём которых составит до 6 тыс. чел в год. Объём перевозки руды водным транспортом к 2012 году ожидается не менее 3500 тыс. тонн в год.

### Туризм
Популярными видами отдыха на озере Балхаш являются пляжный туризм и водные виды спорта: парусный спорт, гребля на байдарках и каноэ, спортивное рыболовство.
Рекреационный потенциал озера и окрестные достопримечательности (урочище Бектау-Ата, тугайные леса) привлекают многочисленных туристов, имеется несколько пансионатов. В рамках движения за сохранение озера проводятся различные спортивные мероприятия.

## Экологические проблемы
Существуют серьёзные опасения за экологию озера Балхаш, особенно относительно возможности повторения катастрофы, подобной аральской. Существуют несколько причин подобного беспокойства. Начиная с 1970 года использование воды Или на заполнение водохранилища в Капшагае, на которое ушло 39 км³, привело к уменьшению стока реки на 2/3 и снижению уровня озера. Скорость снижения уровня воды составила примерно 15,6 см/год, что сильно превышало темп естественного сокращения в 1908—1946 годах (9,2 см/год). Обмеление Балхаша особенно хорошо заметно в его менее глубокой западной части. С 1972 по 2001 год небольшое солёное озеро Алаколь, располагающееся в 8 км к югу от озера, практически исчезло, а южная часть самого Балхаша потеряла за этот период примерно 150 км² водной поверхности. Из 16 озёрных систем вокруг Балхаша осталось только пять, процесс опустынивания охватил уже около 1/3 бассейна. Соляная пыль выносится с обсохшего дна озера и пойменных участков, привнося вклад в формирование азиатских пыльных бурь и неблагоприятно воздействуя на климат региона. Кроме засаливания, на плодородие пойменных почв влияет сокращение биологического стока в дельту из-за накопления ила в Капчагайском водохранилище.
Ещё одним фактором, влияющим на экологию Или-Балхашского бассейна, являются выбросы Балхашского горно-металлургического комбината. В начале 1990-х годов объём выбросов составлял 280—320 тысяч тонн в год и на дне озера Балхаш оседало 76 тонн меди, 68 тонн цинка, 66 тонн свинца. С тех пор объём выбрасываемых загрязнителей увеличился почти вдвое. Вредные вещества также поступают в озеро через подземные воды и утечки в хвостохранилище и при пылевых бурях. В качестве шагов по улучшению экологической обстановки предлагалось остановить заполнение Капчагайского водохранилища, проводить очистку сточных вод металлургического комбината, уменьшить необратимые потери на орошение и т. д. На Международном экологическом форуме по проблемам озера Балхаш в 2005 году было заявлено, что корпорация «Казахмыс» в следующем году завершит строительство экологически чистого производства, что позволит уменьшить выбросы на 80—90 %.
Основными загрязнителями озера Балхаш являются тяжёлые металлы (медь и цинк), а также нефтепродукты, фенолы и фториды.
| Станция             | 1997 год | 2000 год | 2001 год |
| ------------------- | -------- | -------- | -------- |
| залив Тарангалык    | 2,38     | 3,70     | 3,96     |
| залив М. Сары-Шаган | 2,56     | 4,83     | 4,52     |

В 2000 году в городе Алма-Ате была проведена крупная конференция «Балхаш 2000», собравшая учёных-экологов из различных стран, а также представителей бизнеса и власти. В результате работы форума была принята резолюция и обращение к президенту, парламенту, правительству и международным организациям, раскрывающая новые принципы управления экосистемой Балхаш-Алакольского бассейна, которые предоставляют частному капиталу больше возможностей по софинансированию проектов в регионе.

### Влияние Китая
Загрязнённые воды поступают в Балхаш не только с горнорудного комбината, но и из Китая — на пограничных пунктах фиксируют сильное превышение содержания меди и других веществ, вода имеет V класс загрязнённости. На китайской территории происходит отбор 14,5 км³ воды в год из бассейна реки Или, причём планируется увеличение в 3,6 раза, текущая скорость увеличения забора составляет от 0,5—1 до 2—4 км³/год (из-за активного роста населения Синьцзян-Уйгурского автономного района). По мнениям экспертов, несмотря на увеличение ледникового стока на Тянь-Шане, повышение норм забора даже на 10 % приведёт к катастрофе — Балхаш может разделиться на два водоёма с последующим высыханием восточной части.
Водные отношения Казахстана с КНР регулируются в рамках подписанного 12 сентября 2001 года «Соглашения между правительством Казахстана и правительством КНР о сотрудничестве в сфере использования и охраны трансграничных рек». В 2007 году Казахстан предложил льготный контракт на 10-летние поставки продовольствия в Китай в обмен на объём стока рек в Балхаш, однако Китай отверг его.

## Комментарии
1. ↑  Поскольку уровень воды подвержен колебаниям различной периодичности, высота поверхности озера также изменяется.